# Xylena
Xylena är ett släkte av fjärilar som beskrevs av Ferdinand Ochsenheimer 1816. Xylena ingår i familjen nattflyn, Noctuidae.

## Dottertaxa tillXanthia, i alfabetisk ordning[1][2]
- Xylena alexander Benedek, Babics & Saldaitis, 2013
- Xylena ampla Walker, 1865
- Xylena andreas Benedek, Babics & Saldaitis, 2013
- Xylena apicimacula Yoshimoto, 1993
- Xylena brucei Smith, 1892
- Xylena buckwelli Rungs, 1952
- Xylena changi Horie, 1993
- Xylena cineritia Grote, 1875
- Xylena confusa Kononenko & Ronkay, 1998
- Xylena curvimacula Morrison, 1874
- Xylena exsoleta Linnaeus, 1758, Större mantelfly
  - Xylena exsoleta canaria Pinker, 1968
  - Xylena exsoleta maltensis Fibiger, Sammut, Seguna & Catania, 2006
- Xylena formosa Butler, 1878
- Xylena fumosa Butler, 1878
- Xylena germana Morrison, 1875
- Xylena japonica Höne, 1917
- Xylena lunifera Warren, 1910
- Xylena nepalina Yoshimoto, 1993
- Xylena nihonica Höne, 1917
- Xylena nupera Lintner, 1874
- Xylena plumbeopaca Hreblay & Ronkay, 2000
- Xylena solidaginis Hübner, 1803, Grått mantelfly
- Xylena sugii Kobayashi, 1993
- Xylena tanabei Owada, 1993
- Xylena tatajiana Chang, 1991
  - Xylena tatajiana pectinicornis Hreblay & Ronkay, 1998
- Xylena thoracica Putnam-Cramer, 1886
- Xylena vetusta Hübner, 1813, Mindre mantelfly

## Bildgalleri

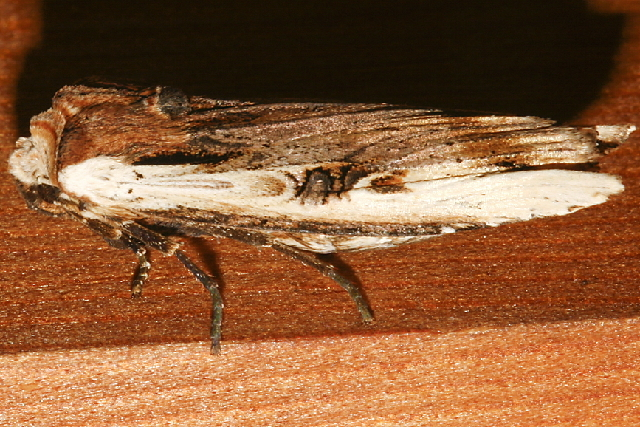
Xylena curvimacula
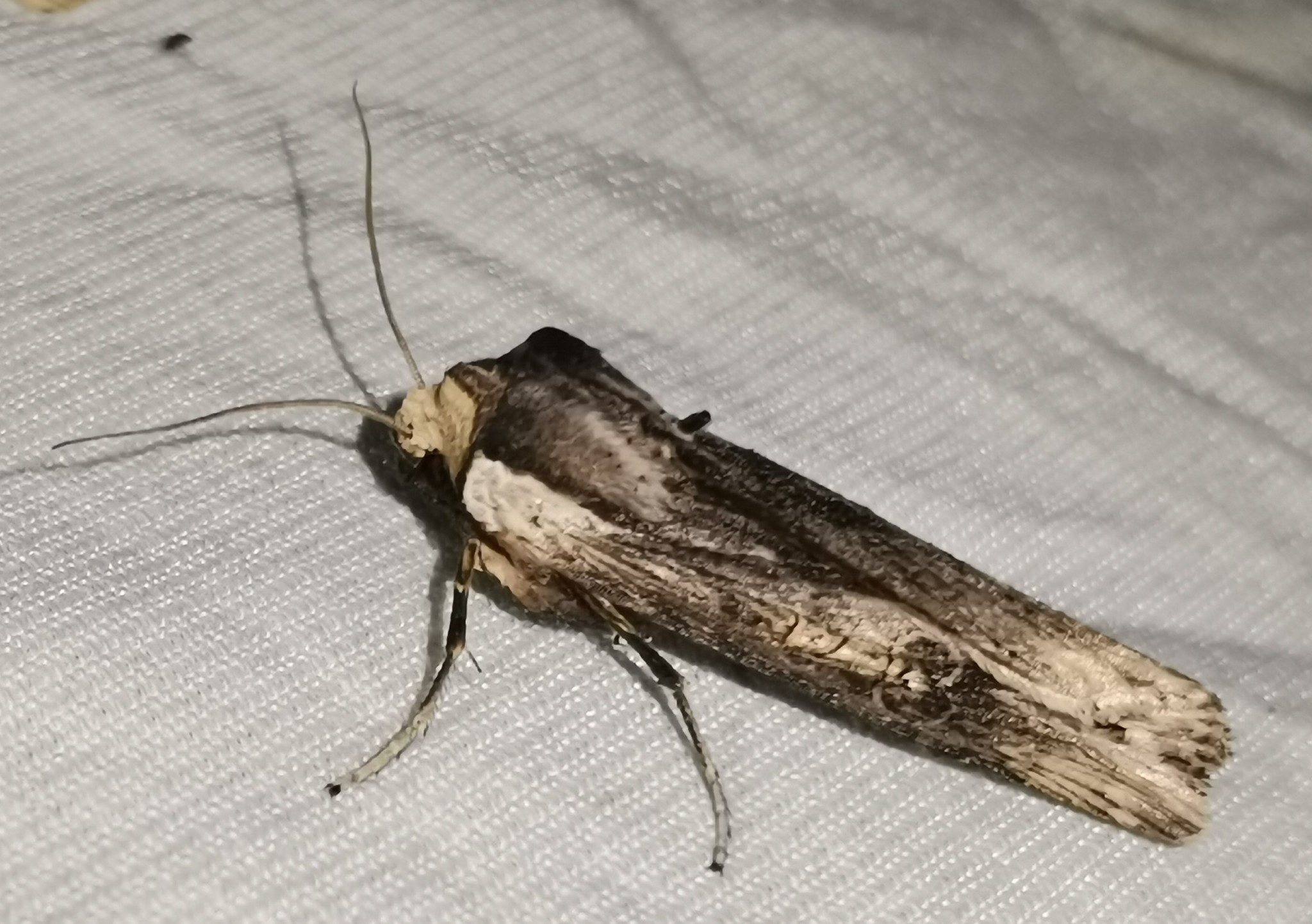
Större mantelfly, Xylena exsoleta
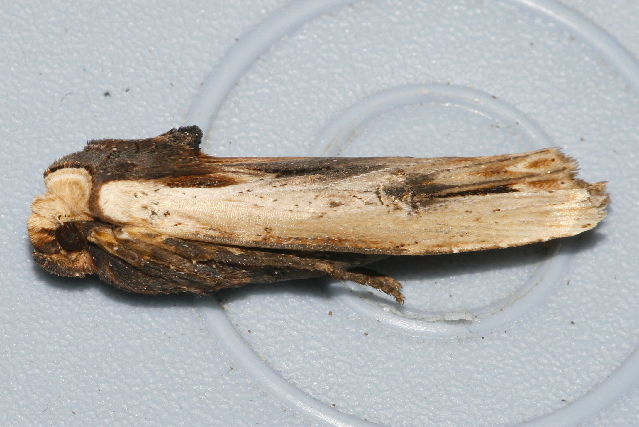
Xylena nupera
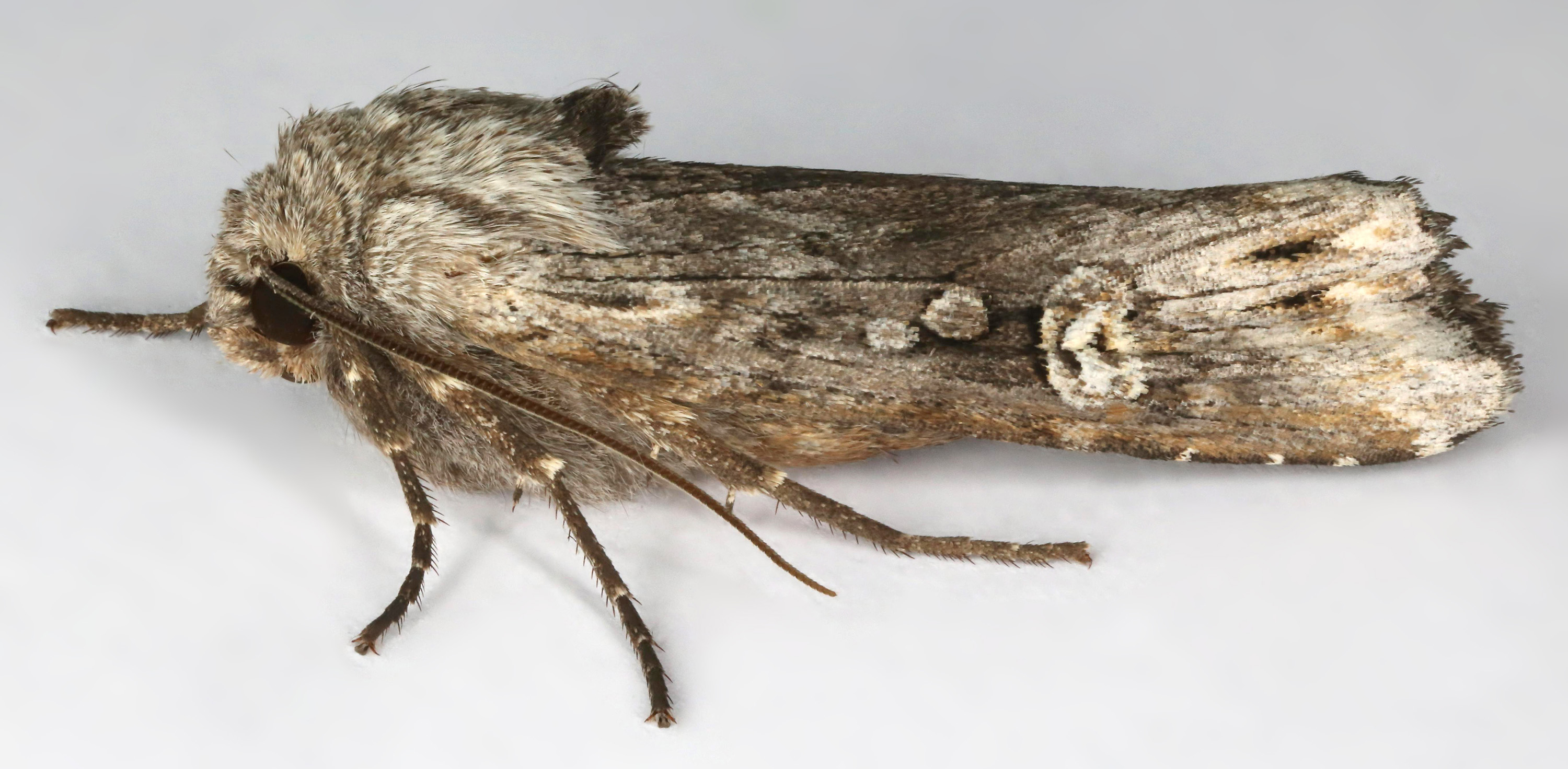
Grått mantelfly, Xylena solidaginis
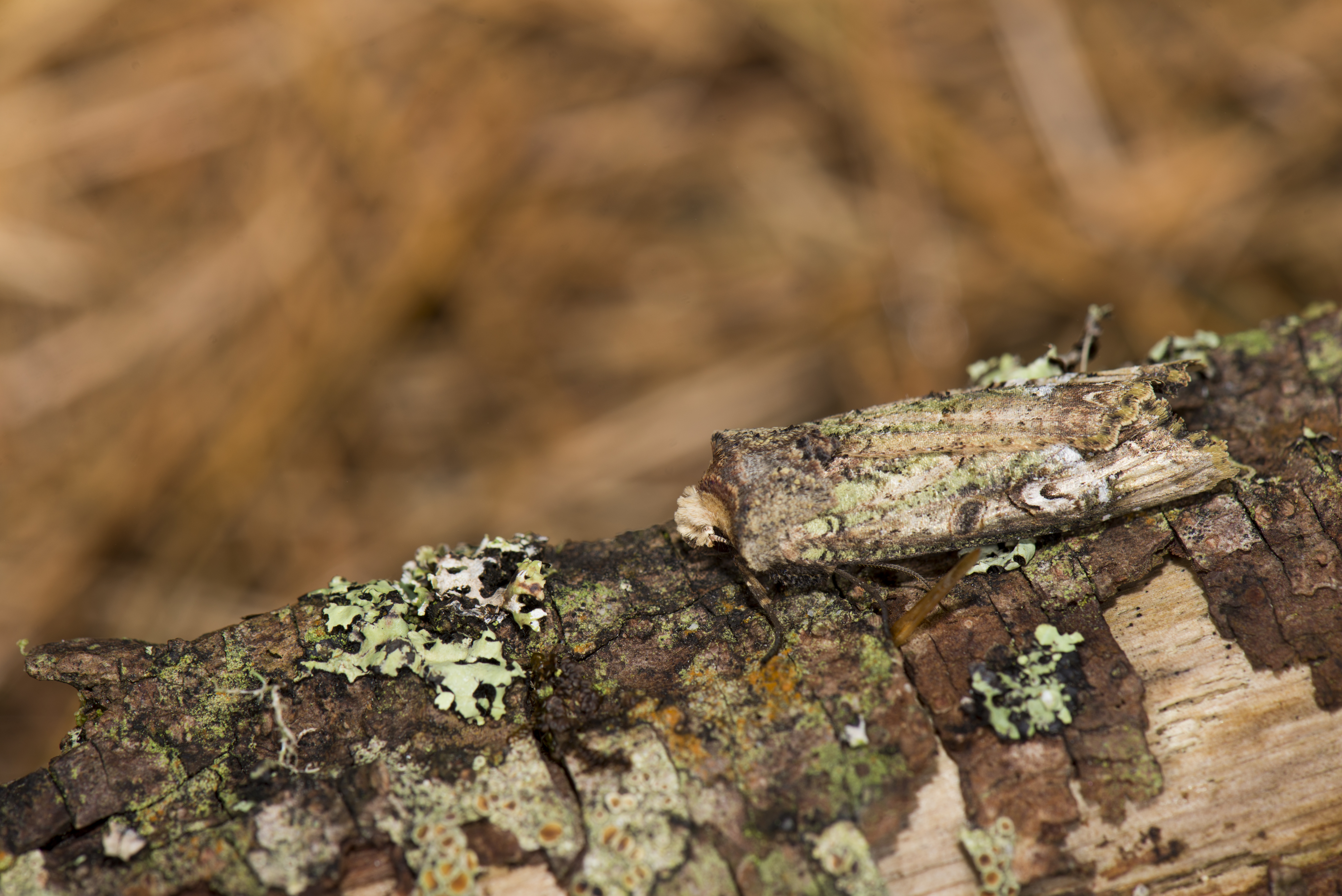
Xylena tatajiana
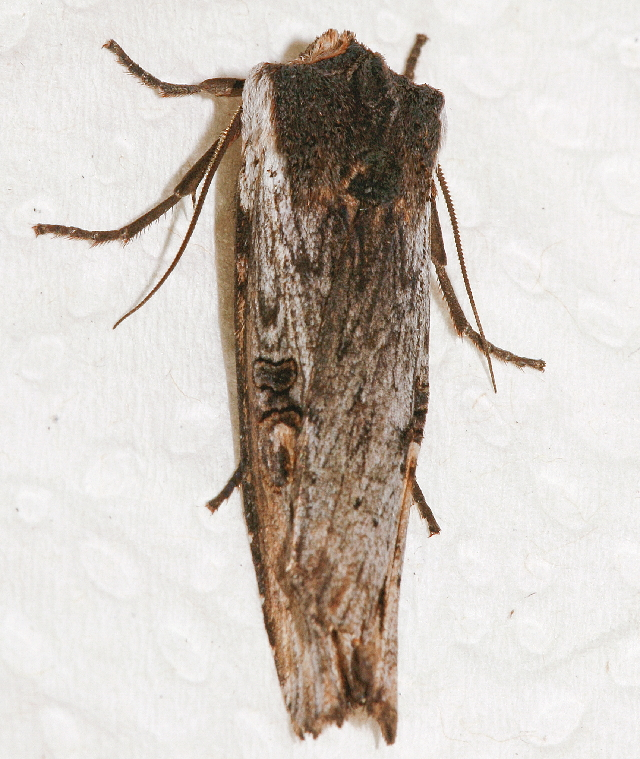
Xylena thoracica
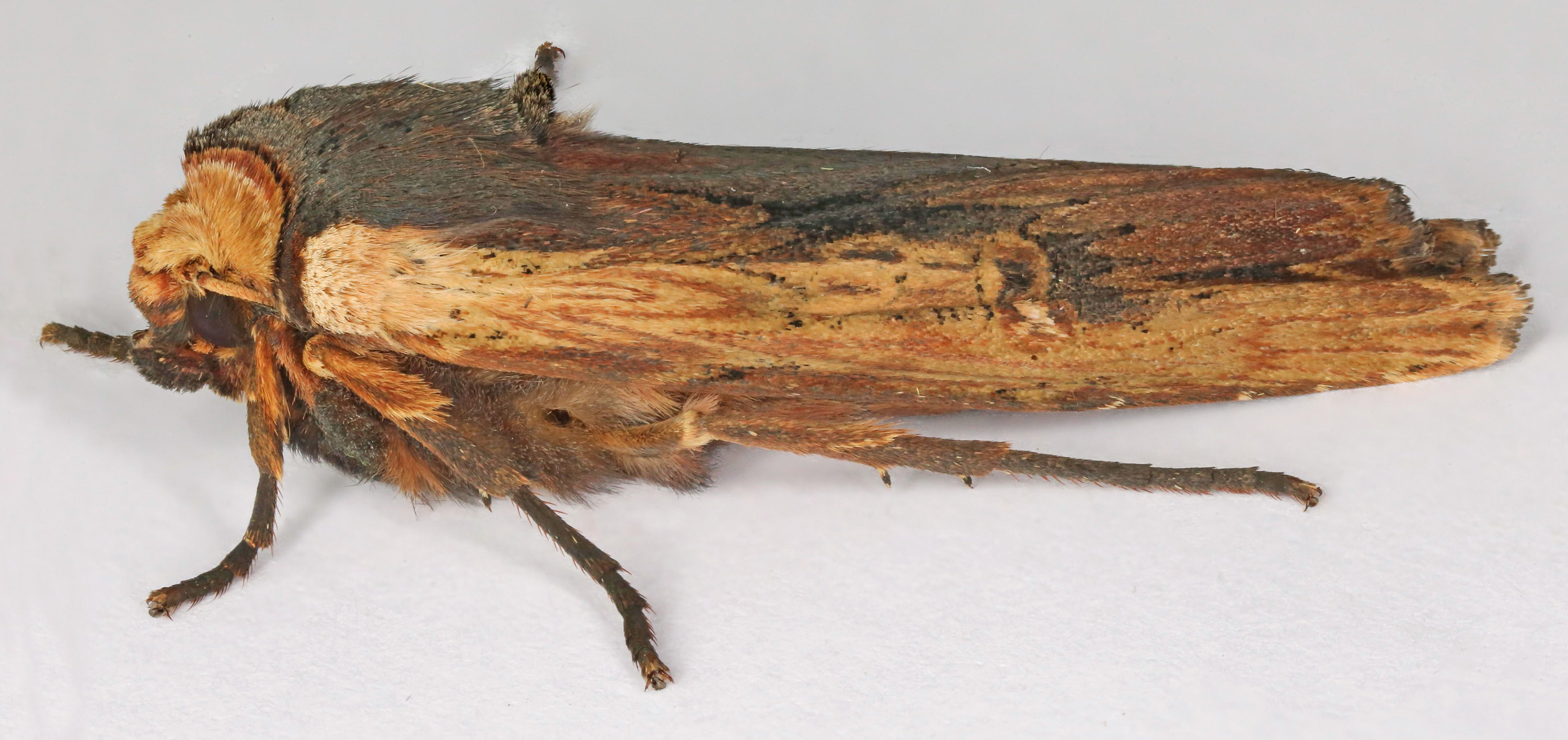
Mindre mantelfly, Xylena vetusta